# RuPaul’s Drag Race Szupersztárok
A RuPaul's Drag Race Szupersztárok a World of Wonder által készített, a RuPaul's Drag Race amerikai valóságverseny spin-off kiadása a Logo TV és később a VH1 számára. A premiert 2012. október 22-én mutatták be a Logo TV-n, mielőtt átköltöztek a VH1-re. 2020. február 20-án azonban bejelentették a műsor hivatalos Twitter -fiókjában, hogy az ötödik évad premierje 2020. június 5-én lesz a Showtime -on. A  versenyzők bejelentését 2020. május 8-án követően a producerek bejelentették, hogy a műsor a Showtime helyett a VH1-en marad a COVID-19 világjárvány miatt, amely "különféle ütemezési és műsormódosításokat okozott". 2021. február 24-én a Paramount+ Twitteren keresztül bejelentette, hogy a streaming szolgáltatás lesz a sorozat új otthona a hatodik évadtól.
A műsor dokumentálja, hogy RuPaul olyan múltbeli királynőket hív meg, akik bebizonyították, hogy a legsikeresebb karrierre tettek szert, miután elhagyták az műsort -t. Az eredeti műsorhoz hasonlóan RuPaul ebben a sorozatban is a házigazda, a mentor és a vezető bíró szerepét tölti be, ahogy a versenyzők minden héten más-más kihívások elé néznek. A RuPaul's Drag Race zsűrit alkalmaz, tagjai jelenleg RuPaul, Michelle Visage, Carson Kressley és Ross Mathews, valamint számos más vendégbíró, akik kritizálják a versenyzők teljesítményét a verseny során. Az 1-6. évadban a RuPaul's Drag Race Szupersztárok győztese 100 000 dollárt kapott, és helyet kapott a Drag Race Hírességek Csarnokában. A 7. évadban a győztes 200 000 dollárt kapott, és a "Minden Királynők Királynője" címmel koronázták meg.
Az évadok formátuma változó. Az első szezonban a királynőknek páros csapatokban kellett versenyezniük, egy másik Szupersztár-társsal párosítva. A másodiktól a hatodik szezonig a királynők döntöttek a kiesésről a bírók helyett. A hetedik évadban a királynők nem estek ki, hanem versenyeztek a Legendás Legenda Csillagok elnyeréséért, amelyet a kihívás győztesei kaptak.

## Formátum
A Szupersztár Drag-Race formátuma többnyire a fő sorozatéhoz hasonlít – minden epizód egy mini-kihívásból (amelynek győztese előnyt szerez a maxi kihívásban), a maxi kihívásból (ami meghatározza ki jogosult a kiesésre), és egy lip sync kihívásból (ami meghatározza, hogy ki essen ki) áll. Azonban minden szereplő a fő sorozat korábbi versenyzőiből áll, és a verseny formátuma megváltozott. Például a 2-6. évadban a kiesések feletti hatalom maguk a versenyzők kezében volt, akik a bírák megítélése szerint döntöttek a legrosszabbul teljesítő versenyzők közül.

### Formátum variáció
A fő sorozatok formátumának fő különbségei a következők:
- 1. évad: Az első Szupersztár szezon páros verseny volt. A királynők kettős csapatokban versenyeztek, amit maguk a versenyzők határozták meg. A vesztes csapat mindkét tagja kiesik. Az utolsó két csapat kiválasztott egy tagot, hogy "életükért lip synceljen". A nem lip syncelő csapattársaknak az előadás első percében lehetőségük volt „she-mergency” bejelentésére, pánikgomb megnyomásával és leváltsa a társát az előadás hátramaradott részére. A fináléban két pár maradt, ekkor a párok feloszlottak.
- 2–4. évad: A második évad egyéni formátum volt, hasonlóan a fő sorozathoz, és bevezette azt a formátumot, hogy a versenyzők kiejtsék egymást. Ebben az évadban bevezették a "lip syncelj az örökségedért"-et, ahol a fő kihívás első két  helyezését megnyerő versenyző megküzdi a lip syncben. A győztes 10 000 dollár pénzjutalomban részesül, és a fő kihívásban legrosszabbul teljesítő királynők közül bármelyiket kiejtheti. Ez a formátum a harmadik és a negyedik évadban is visszatért.
- 5-6. évad: Az ötödik évad némileg módosította a formátumot a 2-4. évadhoz képest. Csak az egyetlen fő lehet a kihívás győztese aki lip syncel egy Lip Sync Bérgyilkos ellen (egy korábbi szezon figyelemre méltó előadója), míg az utolsó versenyzők az egyetlenek, akik jogosult a kiesésre. Ha az Bérgyilkos nyer, a kiesett királynőt a többi versenyző szavazata határozza meg. A 10 000 dolláros lip sync főnyereménye további epizódokra vált, amíg egy Szupersztár királynő meg nem nyer egy lip syncet. Ha a versengő Szupersztár megnyeri az lip syncet, hatalmat kap egy másik királynő kiiktatására, valamint nyer pénzdíjat. Ez a formátum a hatodik évadban is vissza tért.
- 7. évad: A hetedik évadban a franchise múltbeli győztesei visszatérnek a versenyre, és egyetlen versenyző sem esik ki a verseny utolsó szakasza előtt. Minden fő kihívásban az első két királynő "Legendás Legenda Csillag"-ot kap, és lip sync versenyez a győzelemért. Az lip sync győztese 10 000 dolláros pénzdíjat kap, és azt a lehetőséget, hogy a hat biztonságos királynő közül az egyiket megakadályozza abban, hogy a következő héten csillagot kapjon, a "Platina WC Pumpa" segítségével. A verseny végén a négy legtöbb csillagot elért versenyzők részt vesznek a „Minden Királynők Királynője” címért egy lip sync bajnokságban.

### Untucked
Csakúgy, mint a RuPaul's Drag Race-en, a Szupersztárok első évadának epizódjait minden héten egy Untucked epizód követte, így a nézők bepillantást kaphattak a színfalak mögötti drámába és a visszatérő versenyzők közötti vitába. A második, harmadik és negyedik évadban a versenyzők egymás között tanakodtak a dolgozószobában, hogy a legjobb 2 kit zárna ki, ha megnyerik a Lip Syncel az Örökségedért-et. Ez mini- Untuckedként szolgált, mivel ezekben az évadokban nem voltak külön felvett Untucked kísérőepizódok . 2020. június 5-én bejelentették, hogy az kisérő sorozat az ötödik évaddal visszatér.

## A sorozat áttekintése
| Évad | Premier dátuma     | Záró dátum         | Nyertes(ek)                     | Második helyezett(ek).            | Versenyzők száma | A nyertes díjai |
| ---- | ------------------ | ------------------ | ------------------------------- | --------------------------------- | ---------------- | --- |
| 1    | Október 22, 2012   | November 26, 2012  | Chad Michaels                   | Raven                             | 12               | - 100 000 dollár - Az áhított hely a Drag Race Hírességek Csarnokában - MAC Cosmetics készlet - Nyaralás az ALandCHUCK.travel jóvoltából |
| 2    | Augusztus 25, 2016 | Október 27, 2016   | Alaszka                         | Detox Katya                       | 10               | - 100 000 dollár - Az áhított hely a Drag Race Hírességek Csarnokában - Anastasia Beverly Hills kozmetikumok egy éves kínálata           |
| 3    | Január 25, 2018    | Március 15, 2018   | Trixie Mattel                   | Kennedy Davenport                 | 10               | - 100 000 dollár - Az áhított hely a Drag Race Hírességek Csarnokában - Anastasia Beverly Hills kozmetikumok egy éves kínálata           |
| 4    | December 14, 2018  | Február 15, 2019   | Monét X Change Trinity the Tuck | Nincs                             | 10               | - 100 000 dollár - Az áhított hely a Drag Race Hírességek Csarnokában - Anastasia Beverly Hills kozmetikumok egy éves kínálata           |
| 5    | Június 5, 2020     | Július 24, 2020    | Shea Couleé                     | Jujubee Miz Cracker               | 10               | - 100 000 dollár - Az áhított hely a Drag Race Hírességek Csarnokában - Anastasia Beverly Hills kozmetikumok egy éves kínálata           |
| 6    | 2021. június 24    | 2021. szeptember 2 | Kylie Sonique Love              | Eureka! Ginger Minj Ra'Jah O'Hara | 13               | - 100 000 dollár - Az áhított hely a Drag Race Hírességek Csarnokában - Anastasia Beverly Hills kozmetikumok egy éves kínálata           |
| 7    | Május 20, 2022     | 2022. július 29    | Jinkx Monsoon                   | Monét X Change                    | 8                | - 200 000 dollár - A "Minden Királynők Királynője" áhított cím - Anastasia Beverly Hills kozmetikumok egy éves kínálata                  |

### 1. évad (2012)

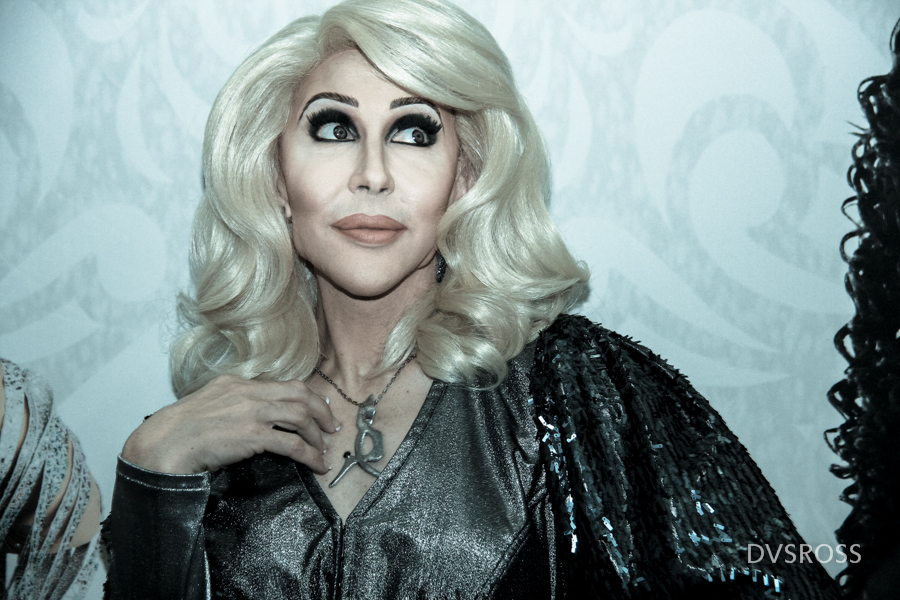
Az All Stars első évadának győztese, Chad Michaels

A RuPaul's Drag Race: Szupersztárok  a RuPaul's Drag Race első Szupersztár szezonja, és 2012. október 22-én mutatták be a Logo hálózaton. A szereplőket 2012. augusztus 6-án jelentették be. A versenyre visszahívott királynők a következők voltak: Alexis Mateo, Chad Michaels, Jujubee, Latrice Royale, Manila Luzon, Mimi Imfurst, Nina Flowers, Pandora Boxx, Raven, Shannel, Tammie Brown és Yara Sofia . Az évad tizenkét versenyzője az eredeti sorozat első négy évadban szerepeltekés visszatértek,  hogy bekerülhessenek a „ Drag Race Hírességek Csarnokába". Ez az Szupersztár évad volt az egyetlen olyan szezon, amikor a versenyzők kétfős csapatokban versenyeznek. Ez a sorozat hat epizódból állt, mindegyik 60 perces időrésben került adásba. A versenyzőket "karizmájuk, egyediségük, merészségük és tehetségük" (angolul rövidítve CUNT) alapján értékelték, és mivel kétfős csapatokban versenyeztek, a "szinergiát" is. A nyertes MAC kozmetikumot, egy "egyedi utazást" és 100 000 dollárt kapott.
A bírák minden epizódban kritikát adnak a versenyzők teljesítményéről a fő kihívásban és a kifutón, mielőtt RuPaul kihirdeti, melyik csapat a győztes, és melyik csapat teljesítménye volt a leggyengébb. Az utolsó két helyezettnek ítélt csapatok az „életükért lip synceltek ”, és egy királynőt kell kiválasztaniuk, aki képviseli csapatukat a lip syncben, hogy az utolsó kísérletük lenyűgözze RuPault. A lip sync után RuPaul dönti el, hogy ki maradjon és ki távozzon.  A "karizma, egyediség, idegesség és tehetség" kifejezést többször is elhangzik a műsorban, amelynek rövidítése CUNT . Az Szupersztár szezonban a "szinergikus" szót adták hozzá, hogy magyarázatot adjon a versenyzők csapatokba rendezésére (a betűszó kibővűlt CUNTS-ra). A győztes Chad Michaels lett, míg Raven ismét második lett.

### 2. évad (2016)
A Szupersztárok második évadát 2015-ben jelentették be, és a 8. évad után azonnal elkezdték forgatni. A műsort 2016. augusztus 25-én kezdték sugározni. Az évad premierjének bejelentésével együtt kiderült az Szupersztárok 2 szereplőgárdája is. A stáb 10 visszatérő versenyzőből állt: Adore Delano, Alaska, Alyssa Edwards, Coco Montrese, Detox, Ginger Minj, Katya, Phi Phi O'Hara, Roxxxy Andrews és Tatianna . Az idei évadban egy új fordulatot mutattak be, amely megváltoztatta a műsor formátumát. Az előző évadokban a két legrosszabbul teljesítő királynőnek "Lip Syncelj az Életedért"-t kellett végrehajtania, hogy elkerülje a kiesést. Ebben a szezonban a "Lip Syncelj az Örökségedért" -ben, a fő kihívás két legjobban teljesítő királynője szerepel, a lip sync győztese 10 000 dollárt keres, és kiválasztja, hogy az utolsó királynők közül melyiket zárja ki. Kilépésükkor azonban RuPaul azt tanácsolta az első négy kiesett királynőnek, hogy lehetőségük lesz visszatérni a "bosszúért", és a győztes visszakerül a versenybe.
Ebben az évadban Alyssa Edwards és Tatianna „ Shut Up and Drive ” című Rihanna -dalának lip syncje szerepelt, amelyet gyakran az első számú Drag Race lip sync teljesítményként értékeltek.   A győztes Alaszka lett, míg Detox és Katya lett a második.

### 3. évad (2018)
2017. augusztus 21-én a VH1 bejelentette, hogy 2018 elején sugározza a sorozat harmadik évadát.
 2017. október 13-án a VH1 bejelentette, hogy 2017. október 20-án egy egyórás különlegesség, a RuPaul's Drag Race Szupersztárok Exkluzív Királynő Feldesés kerül adásba, melyben bejelentik a szezon visszatérő versenyzőit. Az Szupersztárok harmadik évadában induló tíz versenyző közül kilenc Aja, BenDeLaCreme, Chi Chi DeVayne, Kennedy Davenport, Milk, Morgan McMichaels, Shangela, Thorgy Thor és Trixie Mattel volt. Az első évad győztesét BeBe Zahara Benet-et meglepetésre tizedik versenyzőként jelentették be. 2017. december 14-én bejelentették, hogy a harmadik évad premierje 2018. január 25-én lesz. Az évad utolsó epizódjában új fordulat derült ki az évad legjobb 2 királynőinek kiválasztásában. A korábban kiesett királynők a fináléban visszatértek, és a fennmaradó négy legjobb döntős közül az első kettőre szavaztak; innentől a két legtöbb szavazatot kapott királynő jutott tovább, míg a többiek kiestek. A győztes Trixie Mattel lett, míg Kennedy Davenport lett a második.

### 4. évad (2018–2019)

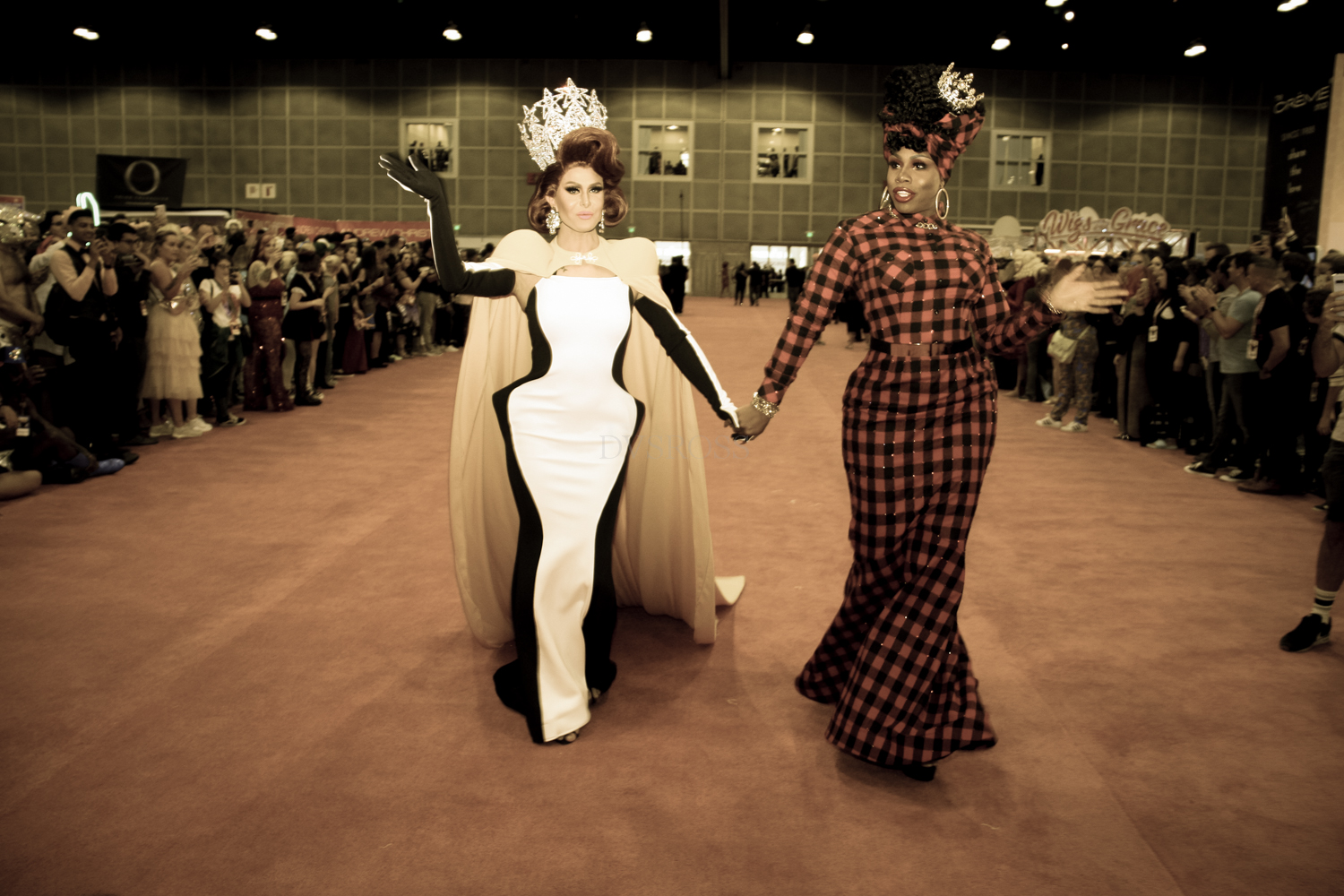
A 4. évad győztesei Monét X Change (jobbra) és Trinity the Tuck (balra)

2018 augusztusában, a Whats the Tee? című podcast egyik epizódjában., RuPaul megerősítette, hogy a Szupersztárok negyedik évadát forgatja. 2018. augusztus 22-én a VH1 hivatalosan is bejelentette az Szupersztárok negyedik évadát, a szereplőket még nem hozták nyilvánosságra addig. November 9-én a 3. évad győztese, Trixie Mattel élő közvetítést adott a 2. évad döntősei Katya és Detox közreműködésével, hogy bejelentsék a szereplőket. A Szupersztárok negyedik évadának tíz versenyzője Farrah Moan, Gia Gunn, Jasmine Masters, Latrice Royale, Manila Luzon, Monét X Change, Monique Heart, Naomi Smalls, Trinity the Tuck és Valentina volt. Gia Gunn az első transznemű versenyző, aki részt vett a Szupersztárok egyik évadában, míg Latrice Royale és Manila Luzon voltak az első versenyzők, akik visszatértek, miután részt vettek az Szupersztárok előző évadában . A negyedik évad premierje 2018. december 14-én volt a VH1 -en. A nyertesek a Trinity the Tuck és a Monét X Change lettek; ez volt az első és eddig egyetlen dupla megkoronázás a Drag Race franchise-ban.

### 5. évad (2020)
2019. augusztus 19-én bejelentették, hogy a sorozatot megújították az ötödik évaddal. 2020. február 20-án jelentették be a show hivatalos Twitter -fiókjában, hogy az évad premierje 2020. június 5-én lesz a Showtime-on. A szereplőgárdát 2020. május 8-án hozták nyilvánosságra. A szereplők bejelentését követően a producerek bejelentették, hogy a show-t a Showtime helyett a VH1-en sugározzák a COVID-19 világjárvány miatt, amely "különböző ütemezési és műsormódosításokat okozott". A szezon a tíz versenyzői Alexis Mateo, Blair St. Clair, Derrick Barry, India Ferrah, Jujubee, Mariah Paris Balenciaga, Mayhem Miller, Miz Cracker, Ongina és Shea Couleé volt. A győztes Shea Couleé lett, Jujubee és Miz Cracker lett a második.

### 6. évad (2021)
2020. augusztus 20-án a VH1 megújította a sorozatot a hatodik évaddal. 2021. február 24-én a ViacomCBS bejelentette, hogy a műsor hatodik évada átkerül a Paramount+-ra . Május 26-án bejelentették, hogy az évad 2021. június 24-től indul. A szezon tizenhárom versenyzői A'keria C. Davenport, Eureka!, Ginger Minj, Jan, Jiggly Caliente, Kylie Sonique Love, Pandora Boxx, Ra'Jah O'Hara, Scarlet Envy, Serena ChaCha, Silky Nutmeg Ganache, Trinity K. Bonet és Yara Sofia . A győztes Kylie Sonique Love lett, így Eureka!, Ginger Minj és Ra'Jah O'Hara lett közösen a második.

### 7. évad (2022)
A hetedik évadot 2022. február 15-én jelentették be, és a Paramount+ adásába került.
A stábot 2022. április 13-án jelentették be, és nyolc korábbi győztes visszatér a versenybe, így ez az első olyan évad, amelyben csak korábbi nyertesek szerepelnek. Ez volt az első olyan amerikai szezon is, amelyben egy másik franchise versenyzője is szerepel.
A szereplők nyolc korábbi győztesből állnak: Jaida Essence Hall, aki megnyerte a 12. évadot, Jinkx Monsoon, aki megnyerte az 5. évadot, Raja, aki megnyerte a 3. évadot és Yvie Oddly, aki megnyerte a 11. évadot, valamint a Szupersztárévadok nyertesie : Monét X Change és Trinity the Tuck., akik együtt nyerték meg a 4. évadot, Shea Couleé, aki megnyerte az 5. évadot, és A Vivienne, aki megnyerte az Egyesült Királyság 1. évadát . Az évad nyertese Jinkx Monsoon lett, Raja Gemini, pedig pénzdíjat nyert.

## DVD-kiadások
| Évad | Kiadási dátum    | Extrák                                                                          | Lemezek |
| ---- | ---------------- | ------------------------------------------------------------------------------- | ------- |
| 1    | 2013. január 22. | - Bónusz jelenetek - Az Untucked epizódjai - Ismerje meg a királynőket interjúk | 2       |

2019 szeptemberétől az első és a második évad streamelhetővé vált a Hulu -n. Az 1–3. évad 2020. július 30-án vált elérhetővé a CBS All Access közvetítésén.

## Recepció
| Évad | Évad |                   |                 |
| Évad | Évad | Rotten Tomatoes   | Rotten Tomatoes |
| ---- | ---- | ----------------- | --------------- |
|      | 1    | 80% (5 vélemény)  |                 |
|      | 2    | 100% (8 vélemény) |                 |
|      | 3    | 14% (7 vélemény)  |                 |
|      | 4    | 86% (7 vélemény)  |                 |
|      | 5    | N/A               |                 |
|      | 6    | N/A               |                 |

## Diszkográfia
| Cím                                                   | Sorozat | Csúcsgrafikon pozíciók |
| Cím                                                   | Sorozat | US Dance               |
| ----------------------------------------------------- | ------- | ---------------------- |
| "A legrosszabb szukák a történelemben"                | 2       | —                      |
| "Read U Wrote U" (Ellis Miah Mix)                     | 2       | 29                     |
| " Dívák élőben "                                      | 3       | —                      |
| "Egy titkon ülök"                                     | 3       | —                      |
| "Drag Up Your Life"                                   | 3       | —                      |
| "Kitty Girl" (Cast verzió)                            | 3       | 18                     |
| "Errybody Say Love"                                   | 4       | —                      |
| "Don't Funk It Up"                                    | 4       | —                      |
| "My Best Judy" (társul April Malina és Brooke Wilkes) | 4       | —                      |
| "Super Queen" (Cast verzió)                           | 4       | —                      |
| "Szerelmes vagyok"                                    | 5       | —                      |
| "Clap Back"                                           | 5       | —                      |
| "Halftime Headliners"                                 | 6       | —                      |
| "Show Up Queen"                                       | 6       | —                      |
| "Ez a mi országunk" (Cast verzió) ( Tanya Tucker-el)  | 6       | —                      |
| "Legends" (Cast verzió)                               | 7       | —                      |
| "Titanic" (MSTR)                                      | 7       | —                      |
| "2getha 4eva" (A többi lány)                          | 7       | —                      |